# 瑞草区

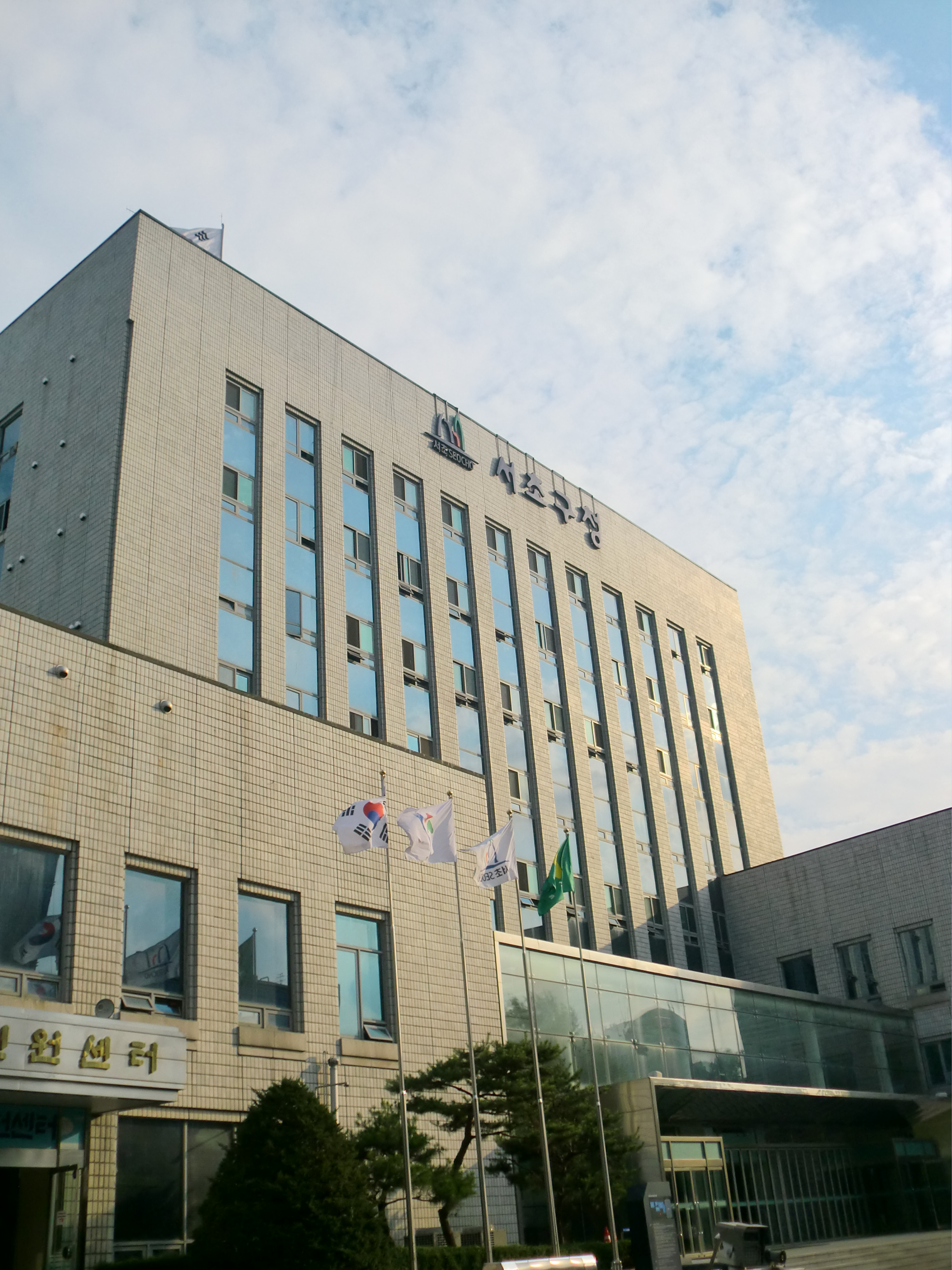
瑞草区庁

瑞草区（ソチョく、ソチョグ）は、大韓民国ソウル特別市カンナム、漢江南岸にある区。ソウルにおける副都心として位置づけられており、大法院（最高裁判所）などの公共施設、国立中央図書館や国立国楽院などの文化施設、サムスン本社、江南駅などがある。江南大路、新沙駅、論峴駅、新論峴駅など、隣に位置する江南区とより一体化した都市圏を形成している。
江南地域の東側を主に管理する江南区に対し瑞草区は主に西側を主に管理しており、江南キョボタワー、サムスン生命とサムスン火災などが入居する瑞草洞サムスンタウン、サムソンカンナムや良才洞に現代自動車グループ建物が位置している。一方でオフィスも多く存在し、ルノーサムスンやヒュンダイなど国産車ディーラーはもとより、レクサスやホンダ、メルセデス・ベンツ、BMWなどといった輸入車ディーラーも瑞草駅付近に集中している。教育については江南教育庁によって管理されている。江南瑞草教育支援庁（강남서초교육지원청）など、「江南」の名を冠する政府機関は主に江南区と瑞草区だけを管理している場合が多いため、教育と社会的な概念としてのカンナム(Greater Gangnam Area)は主に江南区と瑞草区の2区のみを指すことが多い。特に江南区と瑞草区にある小・中・高等学校は「江南８学群」と呼ばれる。

## 概要
1988年に江南区から分離新設され、現在も江南区とは特に行政・地理・社会・経済的に強く密着している。瑞草区という地名自体も本来は江南区の一部であった、江南駅が位置する瑞草洞が由来となっており、現在でも「江南（カンナム）」という名称は江南区の区域と入り組んで使用されている。世界の百貨店のうちで売上1位を記録したことのある新世界百貨店江南店やコストコ良才店などが参入しており、江南の商業中心地としての役割も果たしている。 韓国最大のフランス人コミュニティであるソレ村やセビッ島が位置する「盤浦漢江公園」でも知られている。 
また「江南ターミナル」とも称されるソウル高速バスターミナルやセントラルシティの他にも、バスの需要分散を目的に設置されたソウル南部ターミナルが位置し、京釜高速道路の終点がありソウル南部の中心ターミナルとしても機能している。
区の南東部に位置する内谷洞には韓国を代表する情報機関である「国家情報院」が位置しておりまた、区の中心部に位置する瑞草洞には国立外交院、国立国楽院などの韓国国内でも最大の総合芸術空間である法曹団地や国立中央図書館が入り、瑞草区は大韓民国の経済、文化芸術および法曹行政の中心地に発展している。
ソウルでも専門職高所得者、資産家が多く居住する地域の1つに数えられ、財産税納付基準で江南区に次ぐ2位、平均税引き前月所得基準でも25の区のうちで1位を占める特に豊かな地域として知られる。また、隣の江南区と共に江南瑞草教育支援庁管轄の江南8学区地域で教育への熱が高い地域として挙げられる。また、ソウル特別市においても財政自立度が最も高い地域となっている。

## 地理
瑞草区はソウル市の南部江南（カンナム）に位置する。南北に細長い形をしている。
- 山：牛眠（ウミョン）山、九竜（クリョン）山、清渓（チョンゲ）山、仁陵（インヌン）山
- 河川：良才（ヤンジェ）川、盤浦（バンポ）川

### 隣接自治体
- 東：江南区
- 西：冠岳区・銅雀区
- 南：京畿道城南市・果川市
- 北：（漢江を隔てて）龍山区

## 歴史
- 1965年に、ソウルの副都心として開発されることが決定されて以来、近代的な建物が増えていった。
- 1988年1月1日 江南区から瑞草洞、蚕院洞、盤浦洞、方背洞、道谷洞、良才洞、牛眠洞、院趾洞、内谷洞、新院洞、廉谷洞を分割し、瑞草区が誕生。
- 1989年1月1日
  - 道谷洞が江南区に編入。
  - 江南区浦二洞の一部を編入。
- 1995年6月29日17時57分に、高級デパートの『三豊百貨店』が建築上の問題のきっかけで両端の一部を残し崩壊した。死者502名、負傷者937名の大惨事に。現在、跡地には高級マンションの『アクロビスタ』がある。

## 行政
現在の区長は趙恩禧（조은희、チョ・ウニ、国民の力）。

### 行政区域

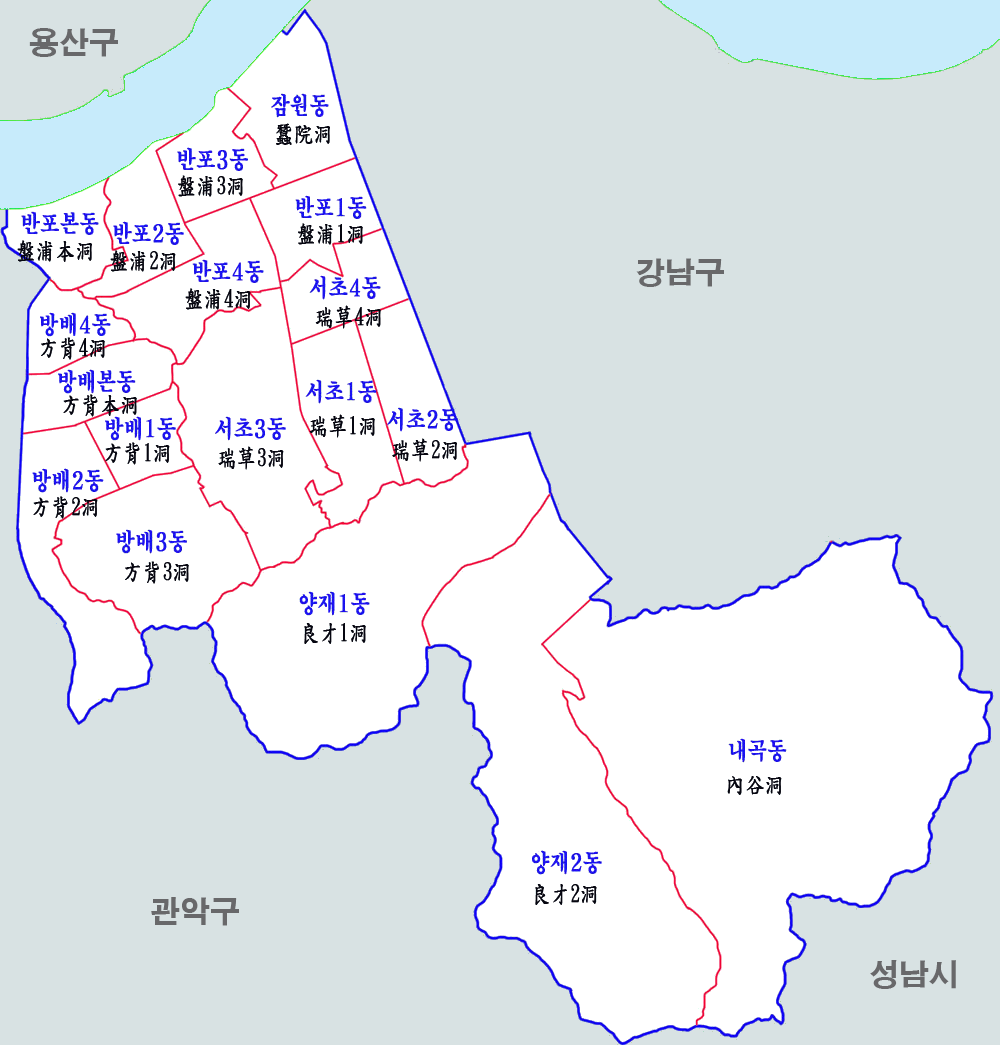
行政区域図

幾度かの洞の統合を経て、現在は18の洞が存在する。
| 行政洞                      | 法定洞                 |
| --------------------------- | ---------------------- |
| 瑞草1洞（ソチョイルトン）   | 瑞草洞                 |
| 瑞草2洞（ソチョイドン）     | 瑞草洞                 |
| 瑞草3洞（ソチョサムドン）   | 方背洞、瑞草洞         |
| 瑞草4洞（ソチョサドン）     | 瑞草洞                 |
| 蚕院洞（チャモンドン）      | 蚕院洞                 |
| 盤浦本洞（パンポボンドン）  | 盤浦洞                 |
| 盤浦1洞（パンポイルトン）   | 盤浦洞                 |
| 盤浦2洞（パンポイドン）     | 盤浦洞                 |
| 盤浦3洞（パンポサムドン）   | 蚕院洞                 |
| 盤浦4洞（パンポサドン）     | 盤浦洞                 |
| 方背本洞（パンベボンドン）  | 方背洞                 |
| 方背1洞（パンベイルトン）   | 方背洞                 |
| 方背2洞（パンベイドン）     | 方背洞                 |
| 方背3洞（パンベサムドン）   | 方背洞                 |
| 方背4洞（パンベサドン）     | 方背洞                 |
| 良才1洞（ヤンジェイルトン） | 良才洞                 |
| 良才2洞（ヤンジェイドン）   | 良才洞、院趾洞         |
| 内谷洞（ネゴクトン）        | 廉谷洞、内谷洞、新院洞 |

### 警察
- ソウル瑞草警察署
- ソウル方背警察署

### 消防
- 瑞草消防署

## 教育
ソウル特別市瑞草区にある小・中・高等学校は「江南８学群」と呼ばれ、韓国で教育的な競争が最も厳しい地域である。

### 高等学校
- ソウル高等学校
- 良才高等学校
- 同徳女子高等学校
- 盤浦高等学校
- 尚文高等学校
- 瑞文女子高等学校
- ソウル電子高等学校
- 瑞草高等学校
- 世和高等学校
- 世和女子高等学校
- 彦南高等学校

### 中学校
- 円村中学校
- 京院中学校
- 同徳女子中学校
- 盤浦中学校
- 方背中学校
- 瑞文女子中学校
- 瑞雲中学校
- 瑞一中学校
- 瑞草中学校
- 世和女子中学校
- 新東中学校
- 新盤浦中学校
- 彦南中学校
- 永東中学校
- 梨水中学校

### 初等学校
- ソウル叙院初等学校
- ソウル盤元初等学校
- ソウル盤浦初等学校
- ソウル方背初等学校
- ソウル方一初等学校
- ソウル坊峴初等学校
- ソウル瑞来初等学校
- ソウル瑞二初等学校
- ソウル瑞一初等学校
- ソウル瑞草初等学校
- ソウル新東初等学校
- ソウル新中初等学校
- ソウル良才初等学校
- ソウル彦南初等学校
- ソウル牛眠初等学校
- ソウルウソル初等学校
- ソウル牛岩初等学校
- ソウル円明初等学校
- ソウル円村初等学校
- ソウル梨水初等学校
- ソウル蚕院初等学校

### 大学
- カトリック大学校聖医校庭
- 白石芸術大学校
- ソウル教育大学校
- ソウル外国語大学院大学校
- 礼一神學大學院大學校
- 韓国相談大学院大学校
- 韓国芸術総合学校瑞草洞キャンパス
- フェップルトリニティー神学大学院大学校

## 交通

### 鉄道
- 韓国鉄道公社
  - 果川線

南泰嶺駅
- ソウル交通公社
  - 2号線

江南駅※ - 教大駅 - 瑞草駅 - 方背駅 - 舎堂駅※
  - 3号線

新沙駅※ - 蚕院駅 - 高速ターミナル駅 - 教大駅 - 南部ターミナル駅 - 良才駅
  - 4号線

銅雀駅※ - 総神大入口駅※ - 舎堂駅※ - 南泰嶺駅
  - 7号線

論峴駅※ - 盤浦駅 - 高速ターミナル駅 - 内方駅 - 梨水駅※
- ソウル市メトロ9号線
旧盤浦駅 - 新盤浦駅 - 高速ターミナル駅 - 砂平駅 - 新論峴駅※
- 新盆唐線
江南駅※ - 良才駅 - 良才市民の森駅 - 清渓山入口駅
- ※ 江南駅の登記上の所在地は江南区であるが、瑞草区との境界にある。
- ※ 舎堂駅・総神大入口（梨水）駅の登記上の所在地は銅雀区であるが、瑞草区との境界にある。
- ※ 新沙駅・論峴駅・新論峴駅の登記上の所在地は江南区であるが、駅の一部は瑞草区にある。
- ※ 銅雀駅の登記上の所在地は銅雀区であるが、駅の一部は瑞草区にある。

### バス
- ソウル高速バスターミナル

### 道路
- 高速道路
  - 京釜高速道路

良才インターチェンジ - 瑞草インターチェンジ - 盤浦インターチェンジ - 蚕院インターチェンジ - 漢南インターチェンジ
  - 竜仁ソウル高速道路

獻陵インターチェンジ

- 大路級
  - オリンピック大路（オルリンピクテロ）
  - 江南大路（カンナムデロ）
  - 果川大路（クァチョンデロ）
  - 砂坪大路（サピョンデロ）
  - 瑞草大路（ソチョデロ）
  - 銅雀大路（トンジャクテロ）
  - 盤浦大路（パンポデロ）
  - 良才大路（ヤンジェデロ）

- 路級
  - 牛眠山路（ウミョンサンノ）
  - 彦州路（オンジュロ）
  - コムレ路（コムレロ）
  - 師任堂路（サイムダンノ）
  - 新盤浦路（シンバンポロ）
  - 瑞雲路（ソウンノ）
  - 瑞草中央路（ソチョジュンアンノ）
  - 瑞来路（ソレロ）
  - 蚕院路（チャモンノ）
  - 中央路（チュンアンノ）
  - 清渓山路（チョンゲサンノ）
  - 胎峰路（テボンノ）
  - 道口路（トグロ）
  - 東光路（トングァンノ）
  - 東山路（トンサンノ）
  - ナルト路（ナルトロ）
  - 南部循環路（ナンブスナンノ）
  - 論峴路（ノニョンノ）
  - パウメ路（パウメロ）
  - 方背中央路（パンベジュンアンノ）
  - 方背川路（パンベチョンノ）
  - 方背路（パンベロ）
  - 孝寧路（ヒョリョンノ）
  - 法院路（ポボンノ）
  - 献陵路（ホルルンノ）
  - 馬房路（マバンノ）
  - 明達路（ミョンダルロ）
  - 梅軒路（メホンノ）
  - 良才川路（ヤンジェチョンノ）

- 街級
  - アンコル街（アンコルキル）
  - ウォント街（ウォントッキル）
  - 彦南街（オンナムキル）
  - 植柳村街（シギュチョンキル）
  - 新興アン街（シヌンアンキル）
  - 新興マル街（シヌンマルキル）
  - セウォン街（セウォンキル）
  - セウォンマル街（セウォンマルキル）
  - セジョン街（セジョンキル）
  - センマウル街（センマウルキル）
  - センマル街（センマルッキル）
  - ソリプル街（ソリプルキル）
  - 城村街（ソンチョンキル）
  - 松洞街（ソンドンキル）
  - 塔城マル街（タプソンマルキル）
  - 周興街（チュフンキル）
  - 田園マラン街（チョノンマランキル）
  - 田園マル街（チョノンマルキル）
  - 青豆串街（チョンドゥゴッキル）
  - 青竜マウル街（チョンニョンマウルキル）
  - ヌンアンマル街（ヌンアンマルキル）
  - 稜線街（ヌンソンキル）
  - 方背善行街（パンベソネンキル）
  - 荊村街（ヒョンチョンキル）
  - 献仁陵街（ホニンヌンキル）
  - 洪氏マウル街（ホンシマウルキル）
  - ポンマウル街（ポンマウルキル）
  - 廉谷アン街（ヨムゴガンキル）
  - 廉谷マル街（ヨムゴンマルキル）

## 住居
- 盤浦住公アパート（朝鮮語版）

## 姉妹都市
- 南区（蔚山広域市）
- 華川郡（江原特別自治道）
- 横城郡（江原特別自治道）
- 利川市（京畿道）
- 南原市（全羅北道）
- 完州郡（全羅北道）
- 海南郡（全羅南道）
- 論山市（忠清南道）
- 舒川郡（忠清南道）
- 礼山郡（忠清南道）
- 青陽郡（忠清南道）
- 泰安郡（忠清南道）
- 堤川市（忠清北道）
- 山清郡（慶尚南道）
- 杉並区（日本東京都）